# Mas del Solador
El Mas del Solador és un mas situat al municipi de Miravet a la comarca catalana de la Ribera d'Ebre.